# Naši furianti
Naši furianti (littéralement en français Notre peuple furieux), est un drame réaliste de Ladislav Stroupežnický en quatre actes. 
La pièce est créée en 1887 au Théâtre national de Prague. Le public l'accueille avec embarras, les spectateurs n'étant pas habitués à la représentation « brute » de la campagne.

## Synopsis
Le drame se déroule dans le village de Honice (en fait une représentation réaliste du village natal de Stroupežnický, Cerhonice) dans la région de Písek en 1869. L'intrigue est simple : les conseillers municipaux de Honice doivent décider à qui attribuer le poste vacant de veilleur de nuit. Il y a deux candidats pour le poste, le soldat à la retraite Valentin Bláha et le tailleur František Fiala. Le maire du village, Filip Dubský, vote pour Bláha et le premier conseiller, Jakub Bušek, vote pour Fiala. Dubský et Bušek sont furieux, ils doivent toujours faire valoir leur volonté et ont toujours raison (même quand ils ont tort), ils ne veulent pas céder l'un à l'autre juste par principe. Le conflit s'intensifie avec la découverte d'une lettre anonyme menaçant d'incendier le village si Bláha n'est pas élu. Bláha est faussement accusé d'avoir écrit la lettre et d'avoir menacé de commettre un incendie criminel. Dubský défend Bláha tandis que Bušek l'accuse. Le cordonnier Habršperk, ami de Bláh, révèle le véritable coupable en comparant l'écriture, ou plutôt, il parvient à prouver l'innocence de Bláh. Le fils de Dubský, Václav, veut épouser Verunka Bušková. Les pères ne veulent pas approuver le mariage et se disputent à propos de l'éventuelle dot. Finalement, lors de l'élection du veilleur de nuit, le véritable auteur de la lettre est révélé. Elle a été écrit par Kristýna Fialová, la fille de František Fiala, parce que son père lui avait ordonné de le faire afin de discréditer Bláha ; Une fois la ruse révélée, Bláha devient naturellement le veilleur de nuit. Habršperk force Bušek à faire la paix avec Dubský, sous la menace de le dénoncer pour braconnage. Le drame se termine avec le mariage de Václav et Verunka.

## Adaptation cinématographique
En 1937, un film du même nom est réalisé par Vladislav Vančura et Václav Kubásek (cs). Les rôles principaux sont joués par Václav Vydra, Antonie Nedošinská et Zdeněk Hora (cs).

## Adaptation en opéras
Deux opéras ont été créés à partir de la pièce, à savoir l'opéra Furianti de Ludvík Lošťák (cs) en 1902 et l'opéra Naši furianti de Rudolf Kubín (cs) en 1949.